# سوپرکتز سیدنی
سوپرکتز سیدنی (به انگلیسی: Sydney SuperCats) یک کشتی است که طول آن  37.76 metres می‌باشد.